# 甲南町希望ケ丘本町
甲南町希望ケ丘本町（こうなんちょうきぼうがおかほんまち）は、滋賀県甲賀市にある地名。

## 地理
甲賀市甲南町の最北端に位置し、東は甲南町稗谷、南は甲南町深川、北・西は甲南町希望ケ丘に接する。昭和45年（1970年）から深川と稗谷にまたがる丘陵地が開発され、民間開発業者の東洋開発により希望ケ丘ニュータウンという名称の住宅団地が形成された。昭和53年（1978年）に行政区として希望ケ丘区が発足、平成2年（1990年）に希望ケ丘本町が行政区として分離独立する。

## 世帯数と人口
2020年（令和2年）3月31日現在の世帯数と人口は以下の通りである。
| 町丁               | 世帯数    | 人口    |
| ------------------ | --------- | ------- |
| 甲南町希望ケ丘本町 | 1,286世帯 | 3,419人 |

## 学区
市立小・中学校に通う場合、学区は以下の通りとなる。
| 番・番地等                  | 小学校                 | 中学校             |
| --------------------------- | ---------------------- | ------------------ |
| 希望ケ丘本町1丁目から10丁目 | 甲賀市立希望ケ丘小学校 | 甲賀市立甲南中学校 |

## 交通
- 滋賀県道128号杉谷嶬峨線

## 施設
- 希望ケ丘本町自治会館
- 甲南のぞみ保育園

## その他

### 日本郵便
- 郵便番号 : 520-3332[3]（集配局：甲南郵便局[9]）